# Diócesis de Tacna y Moquegua
La diócesis de Tacna y Moquegua (en latín: Tacnensis et Moqueguensis) es una circunscripción eclesiástica de la Iglesia católica en Perú. Se trata de una diócesis latina, sufragánea de la arquidiócesis de Arequipa. Desde el 1 de septiembre de 2006 su obispo es Marco Antonio Cortez Lara. 

## Territorio y organización

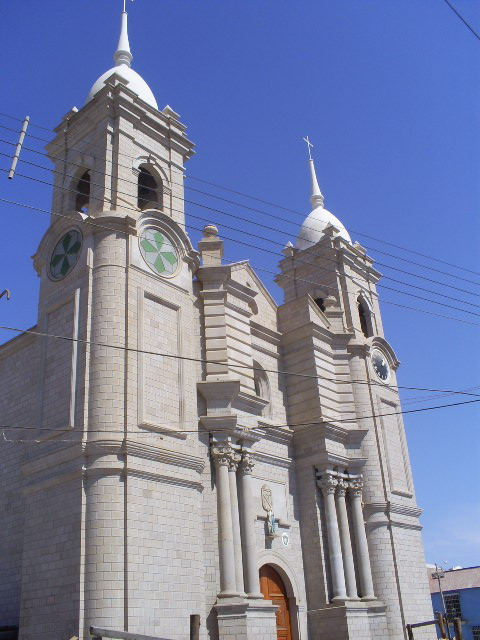
Concatedral de Santo Domingo, en Moquegua

La diócesis tiene 32 810 km² y extiende su jurisdicción sobre los fieles católicos de rito latino residentes en los departamentos de: Moquegua y Tacna.
La sede de la diócesis se encuentra en la ciudad de Tacna, en donde se halla la Catedral de Nuestra Señora del Rosario. En Moquegua se encuentra la Concatedral de Santo Domingo.
En 2021 en la diócesis existían 43 parroquias:
En Tacna
- Parroquia Espíritu Santo
- Parroquia San Pedro Apóstol
- Parroquia Nuestra Señora de Copacabana
- Parroquia Nuestra Señora de Fátima
- Parroquia Nuestra Señora de la Natividad
- Parroquia Sagrada Familia
- Parroquia San Martín de Porres
- Parroquia Señor de los Milagros
- Parroquia Nuestra Señora de las Mercedes-Pocollay
- Parroquia Nuestra Señora de la Paz
- Parroquia Nuestra Señora de la Candelaria
- Parroquia San Juan Bautista
- Parroquia San José Misericordioso
- Parroquia San Juan XXIII
- Parroquia Santa Catalina
- Parroquia San Antonio de Padua
- Parroquia San Jerónimo-Sama
- Parroquia San Francisco de Asís
- Parroquia Inmaculada Concepción
- Parroquia San Pedro-Palca
- Parroquia Santa María de los Pobres

En Moquegua
- Parroquia Santa Catalina
- Parroquia Inmaculada Concepción-Samegua
- Parroquia San Francisco de Asís
- Parroquia San Antonio de Padua
- Parroquia San Lino-Omate
- Parroquia San Agustín-Torata
- Parroquia San Felipe-Carumas
- Parroquia Santísimo Salvador-Puquina

En Tarata
- Parroquia San Benedicto

En Ilo
- Parroquia San Jerónimo
  - Parroquia San Martín de Porres
- Parroquia Santa María de los Ángeles
- Parroquia Sagrado Corazón de Jesús
- Parroquia Cristo Rey

- Cuasiparroquia Nuestra Señora de las Nieves-Huanuara

- Santuario del Señor de Locumba. Ubicado en el distrito de Locumba, provincia de Jorge Basadre. Festividad: septiembre.
- Santuario de la Virgen de la Candelaria. Ubicado en el distrito de Torata, provincia de Mariscal Nieto. Festividad: 2 de febrero.

Seminario Misionero San José. Fundado en marzo de 1992 por José Hugo Garaycoa Hawkins.

## Historia

### Antecedentes
Fue parte de la jurisdicción de la diócesis de Arequipa. Repartida en curatos y doctrinas, participó en el I Sínodo de Arequipa de 1638. En el II Sínodo de Arequipa de 1684 se menciona las siguientes jurisdicciones, en las dos regiones, consistentes en el Curato de Moquegua y las doctrinas de Tacna, Tarata, Ilabaya, Locumba, Sama, Torata, Ilo, Carumas, Ubinas y Puquina. A inicios de la república, se añadió la doctrina de Omate. En su desarrollo, en 1775 se fundó un Colegio Franciscano de Propaganda Fide en Moquegua en el cual se formaban misioneros franciscanos para ser enviados a la selva del Perú siendo clausurado en 1825. Para 1883, pese a la guerra del Pacífico, se celebró el III Sínodo de Arequipa.
Al término de la guerra, Tacna quedaba bajo dominio de Chile, conocido este tiempo como el cautiverio. Sin embargo, Moquegua y sus pueblos quedaron bajo dominio peruano. En estas circunstancias, en Tacna, sucedió la clausura de las templos por el intendente Máximo Lira, en donde se registró a los vicarios José Felix Andía y José María Flores Mextre; al teniente cura José Felix Cáceres; y al cura Esteban Toccafondi de Sama. Posteriormente serían expulsados quedando irregular el servicio religioso y originando un conflicto de jurisdicción, por lo cual la Santa Sede intervendría. En el 28 de agosto de 1929, luego del cautiverio, vuelve a pertenecer a la jurisdicción de la Iglesia de Arequipa.

### Erección de la diócesis de Tacna
El 21 de enero de 1943 el presidente del Perú, Manuel Prado Ugarteche, promulgó la ley 9792 referente a la erección de la diócesis. 
La diócesis de Tacna fue erigida el 18 de diciembre de 1944 con la bula Nihil potius et antiquius del papa Pío XII, obteniendo el territorio de la arquidiócesis de Arequipa.
El 28 de agosto de 1959 se estableció un convento franciscano respondiendo a los acuerdos del capítulo provincial. En su progreso eclesial, en marzo de 1992 se fundó el seminario mayor de Tacna, nombrado san José, por su patrón. 
El 11 de julio de 1992 asumió su nombre actual como consecuencia del decreto Multum conferre de la Congregación para los Obispos, estableciéndose a la iglesia de Santo Domingo en Moquegua como concatedral.
El 6 de octubre de 2013 finalizó el congreso diocesano "Vocación y Misión a la Luz del Concilio Vaticano II", siendo clausurado por el arzobispo James Patrick Green, nuncio apostólico en el Perú. Desde 1994, durante el pontificado del obispo José Hugo, se va desarrollando el Plan de Renovación y Evangelización Diocesana (PRED) consistente en tres etapas (Kerigmática, precatecumenal, y catecumental); actualmente está ubicada en la segunda etapa.
Marco Antonio Cortez Lara, fue nombrado obispo coadjutor por el papa Juan Pablo II el 18 de marzo de 2005, y tomó posesión de la catedra el 1 de septiembre de 2006.

## Estadísticas
Según el Anuario Pontificio 2018 la diócesis tenía a fines de 2017 un total de 598 340 fieles bautizados.
| Año                                                                             | Población            | Población | Población      | Sacerdotes | Sacerdotes    | Sacerdotes    | Bautizados por sacerdote | Diáconos permanentes | Religiosos | Religiosos | Parroquias |
| Año                                                                             | Bautizados católicos | Total     | % de católicos | Total      | Clero secular | Clero regular | Bautizados por sacerdote | Diáconos permanentes | Varones    | Mujeres    | Parroquias |
| ------------------------------------------------------------------------------- | -------------------- | --------- | -------------- | ---------- | ------------- | ------------- | ------------------------ | -------------------- | ---------- | ---------- | ---------- |
| 1949                                                                            | 120 000              | 125 000   | 96.0           | 18         | 17            | 1             | 6666                     |                      | 2          | 30         | 16         |
| 1966                                                                            | 150 000              | 152 000   | 98.7           | 41         | 27            | 14            | 3658                     |                      | 14         | 62         | 21         |
| 1970                                                                            | 140 000              | 152 000   | 92.1           | 77         | 30            | 47            | 1818                     |                      | 61         | 81         | 32         |
| 1976                                                                            | 190 225              | 190 455   | 99.9           | 34         | 21            | 13            | 5594                     |                      | 25         | 32         | 32         |
| 1980                                                                            | 205 500              | 207 600   | 99.0           | 35         | 20            | 15            | 5871                     |                      | 26         | 36         | 32         |
| 1990                                                                            | 320 000              | 353 200   | 90.6           | 31         | 16            | 15            | 10 322                   | 1                    | 23         | 40         | 28         |
| 1999                                                                            | 362 000              | 391 400   | 92.5           | 33         | 17            | 16            | 10 969                   | 4                    | 21         | 70         | 35         |
| 2000                                                                            | 543 000              | 647 490   | 83.9           | 38         | 24            | 14            | 14 289                   | 4                    | 17         | 69         | 48         |
| 2001                                                                            | 650 000              | 780 000   | 83.3           | 41         | 27            | 14            | 15 853                   | 4                    | 17         | 76         | 34         |
| 2002                                                                            | 750 000              | 913 300   | 82.1           | 30         | 24            | 6             | 25 000                   | 4                    | 9          | 78         | 37         |
| 2003                                                                            | 804 584              | 914 300   | 88.0           | 68         | 48            | 20            | 11 832                   | 4                    | 31         | 90         | 37         |
| 2004                                                                            | 823 206              | 925 230   | 89.0           | 63         | 44            | 19            | 13 066                   | 3                    | 25         | 93         | 37         |
| 2010                                                                            | 556 000              | 625 000   | 89.0           | 54         | 38            | 16            | 10 296                   | 3                    | 22         | 110        | 38         |
| 2014                                                                            | 580 000              | 653 000   | 88.8           | 61         | 49            | 12            | 9508                     | 3                    | 13         | 111        | 41         |
| 2017                                                                            | 598 340              | 674 140   | 88.8           | 53         | 41            | 12            | 11 289                   | 2                    | 15         | 102        | 41         |
| 2020                                                                            | 484 900              | 546 094   | 88.8           | 49         | 38            | 11            | 9895                     | 2                    | 14         | 89         | 42         |
| 2022                                                                            | 497 590              | 560 384   | 88.8           | 48         | 36            | 12            | 10 366                   | 2                    | 12         | 83         | 42         |
| Fuente: Catholic-Hierarchy, que a su vez toma los datos del Anuario Pontificio. |                      |           |                |            |               |               |                          |                      |            |            |            |

## Episcopologio
- Carlos Alberto Arce Masías † (6 de julio de 1945-17 de diciembre de 1956 nombrado obispo de Huánuco)
- Alfonso Zaplana Bellizza † (17 de diciembre de 1957-28 de abril de 1973 falleció)
- Óscar Rolando Cantuarias Pastor † (5 de octubre de 1973-9 de septiembre de 1981 nombrado arzobispo de Piura)
- Óscar Julio Alzamora Revoredo, S.M. † (16 de diciembre de 1982-13 de febrero de 1991 renunció)
- José Hugo Garaycoa Hawkins † (6 de junio de 1991-1 de septiembre de 2006 retirado)
- Marco Antonio Cortez Lara, por sucesión el 1 de septiembre de 2006